# Cyrtodactylus bobrovi
Cyrtodactylus bobrovi es una especie de gecos de la familia Gekkonidae.

## Distribución geográfica yhábitat
Es endémica de las selvas de una zona kárstica del noroeste de Vietnam. Su rango altitudinal oscila entre 195 y 618 m s. n. m..